# Latrin
Latrin kan antingen avse blandningen av urin och exkrementer (fekalier) från människor, det vill säga mänsklig avföring, eller fungera som samlingsnamn på tekniska system för att ta hand om mänsklig avföring. Ordet härstammar från latinets lavatrina, som betyder badrum och som i sin tur härleds från lavare som betyder att "tvätta".

## Typer av latrin
- Utedass
- Vattenklosett

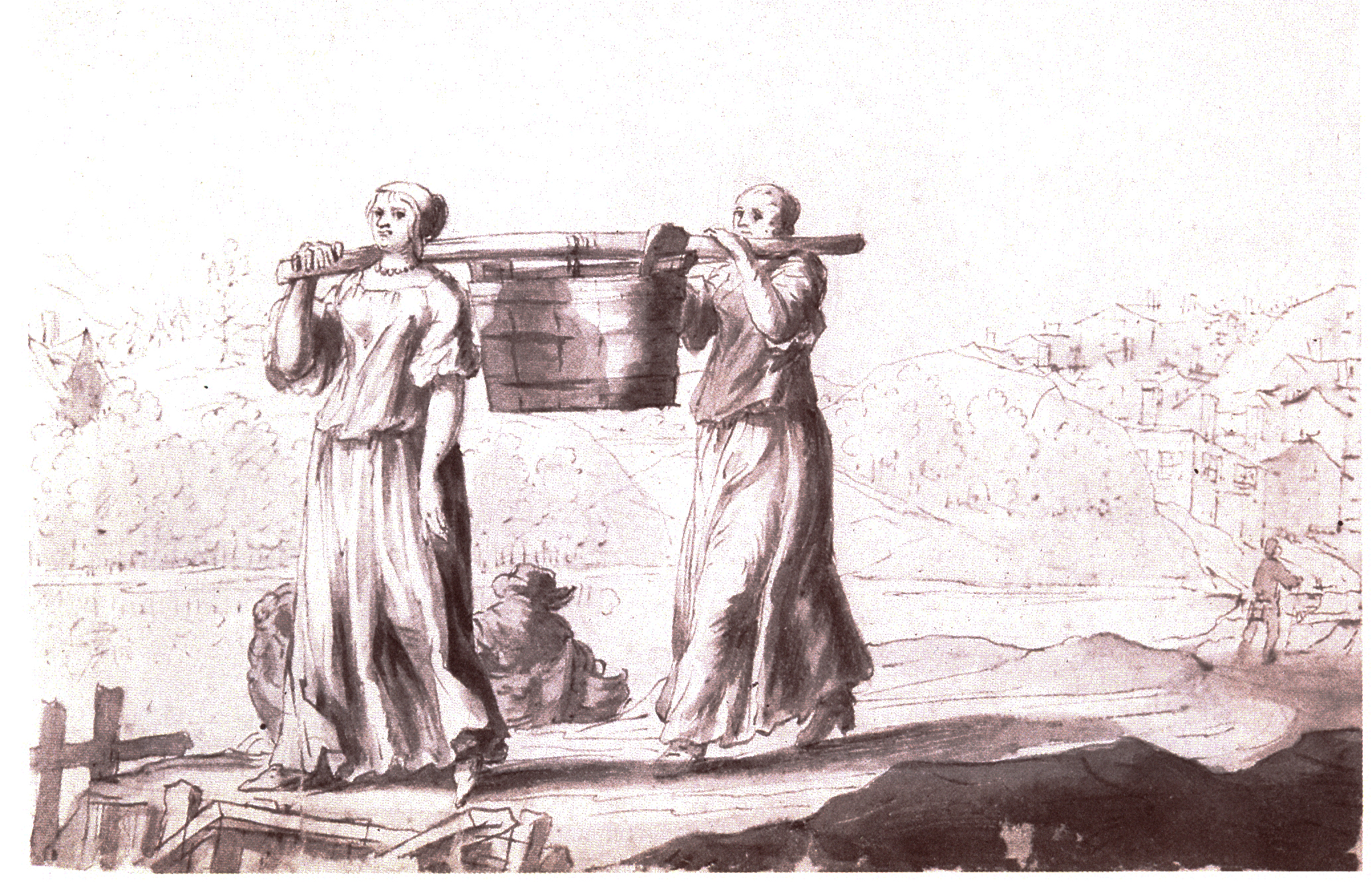
Kvinnor som bär latrintunna i Stockholm på 1600-talet
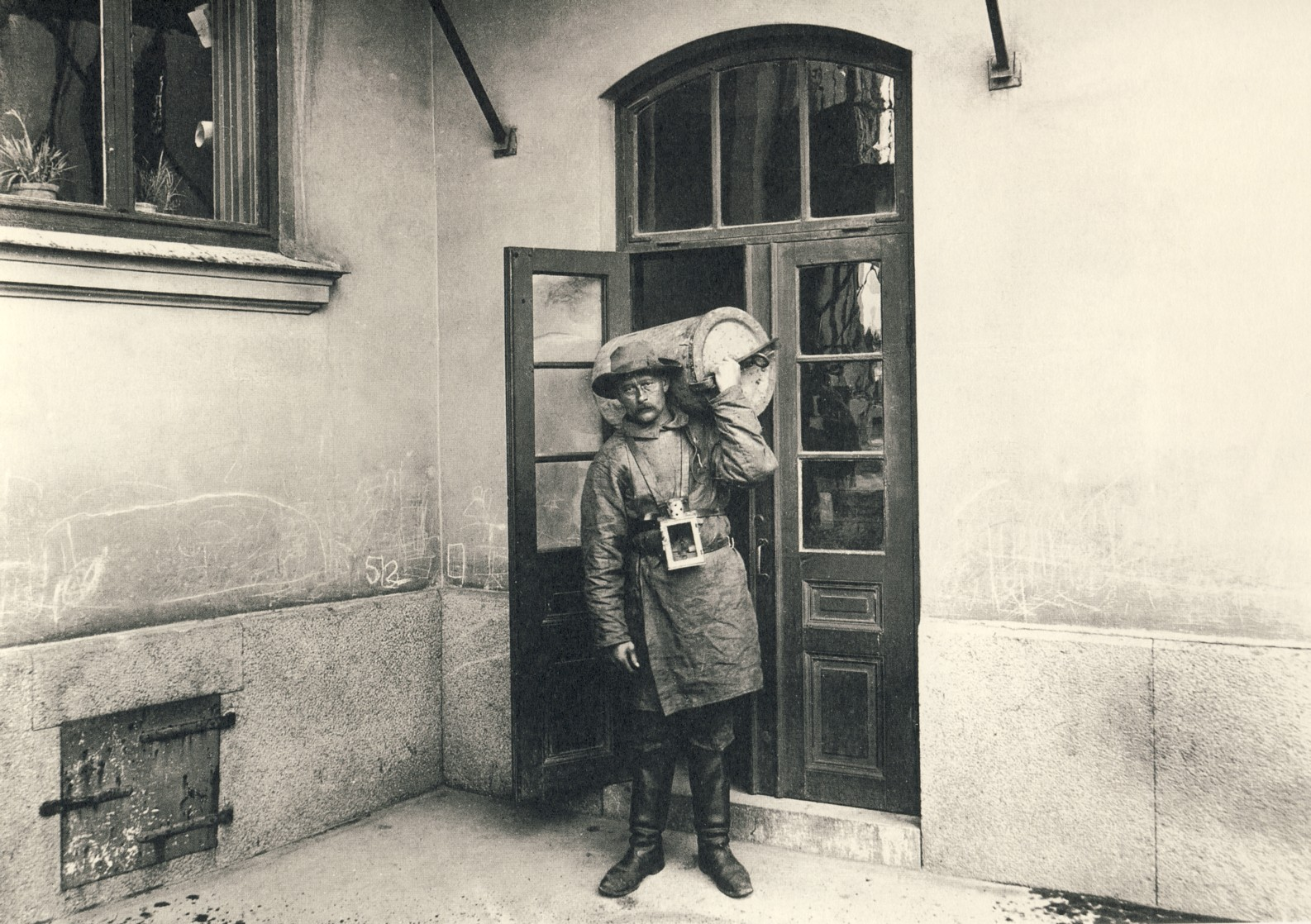
Latrinhämtare i Stockholm omkring 1900
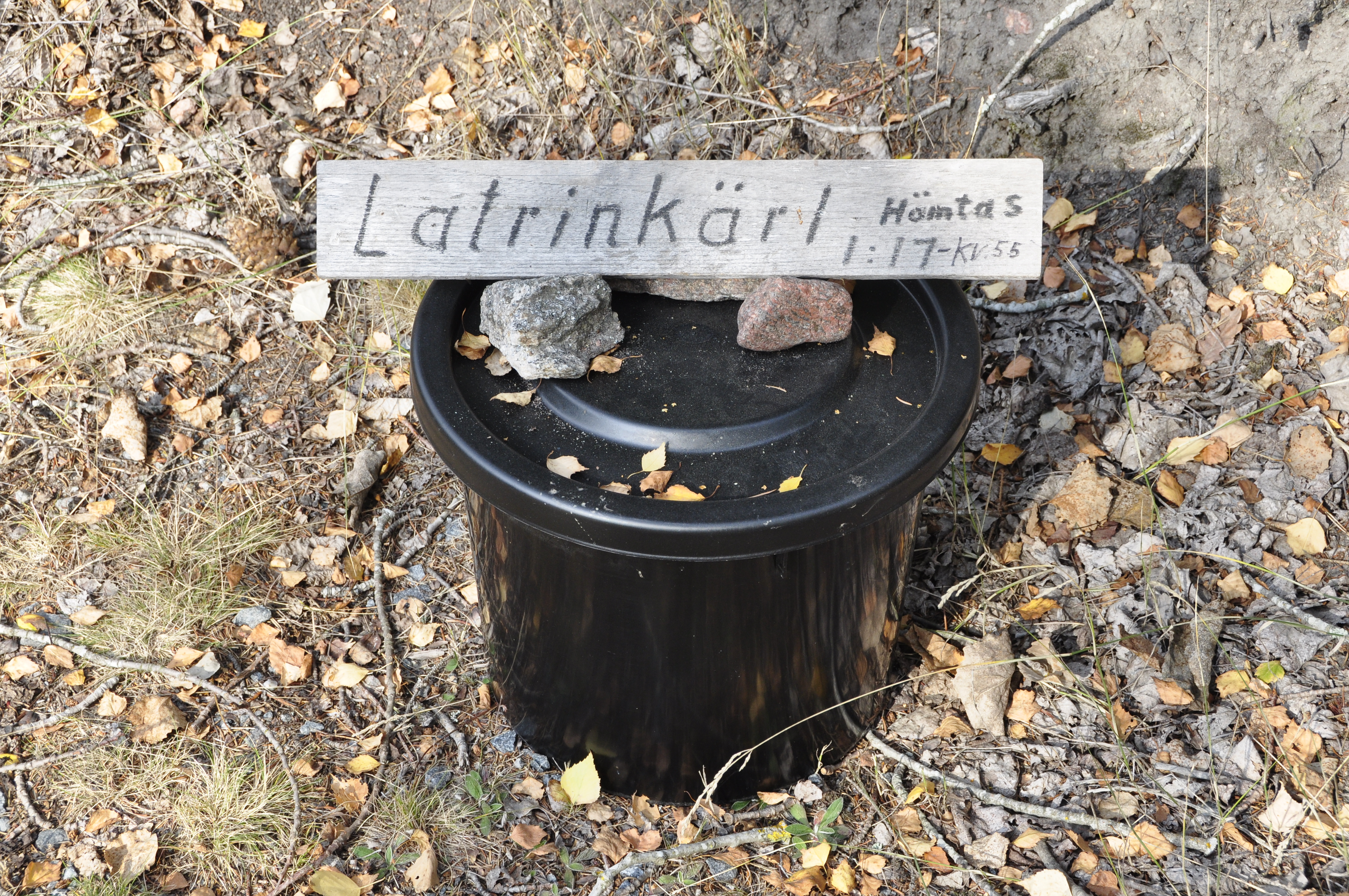
Latrinkärl på Ljusterö, 2014